# Amédée Méreaux
Amédée Méreaux (París, 1803 - Rouen, 1874) fou un pianista, compositor i crític musical francès del Romanticisme; era net de Nicolas-Jean.
Fou deixeble del seu pare per al piano, ensems que seguia els cursos del Liceu de Carlemany. Després estudià harmonia, contrapunt i fuga amb Reicha, i quan acabà la seva ensenyança es dedicà a donar lliçons. Posteriorment va recórrer les principals ciutats de França com a concertista, residí dos anys a Londres, i, per acabar, el 1835 fixà la seva residència a Rouen, on passà la resta de la seva vida.
Va compondre nombrosos estudis per a piano, una missa solemne, cantates i peces corals. Per espai de trenta anys fou crític musical del Journal de Rouen, i a més va escriure, Les Clavecinistes, de 1637 à 1790 (1867) que comprèn obres de Frescobaldi, Couperin, Bach, Händel, Marcello, Scarlatti, Rameau, etc.
També publicà fulletons i articles sobre història i crítica musical, que foren reunits per la seva vídua amb el títol de Variétés littéraires et musicales (París, 1878).